# Ajugoideae
Ajugoideae Kostel., 1834 è una sottofamiglia di piante Spermatofite Dicotiledoni appartenenti alla famiglia delle Lamiaceae (ordine delle Lamiales).

## Etimologia
Il nome della sottofamiglia deriva dal suo genere più importante Ajuga la cui etimologia è composta da due parole latine: "a" che significa "negazione, privazione" e "ugum" che significa "giogo", quindi "senza giogo". Probabilmente il nome vuole indicare l'assenza del labbro superiore nella corolla (altrimenti presente in altri generi delle labiate). Altri autori comunque danno etimologie diverse a dimostrare che l'origine del nome di questo genere è quanto mai confusa e dubbia.
Il nome scientifico della sottofamiglia è stato definito per la prima volta dal medico e botanico boemo Vincenz Franz Kosteletzky (1801-1887) nella pubblicazione "Allgemeine Medizinisch-Pharmazeutische Flora - 3: 752" del 1834.

## Descrizione

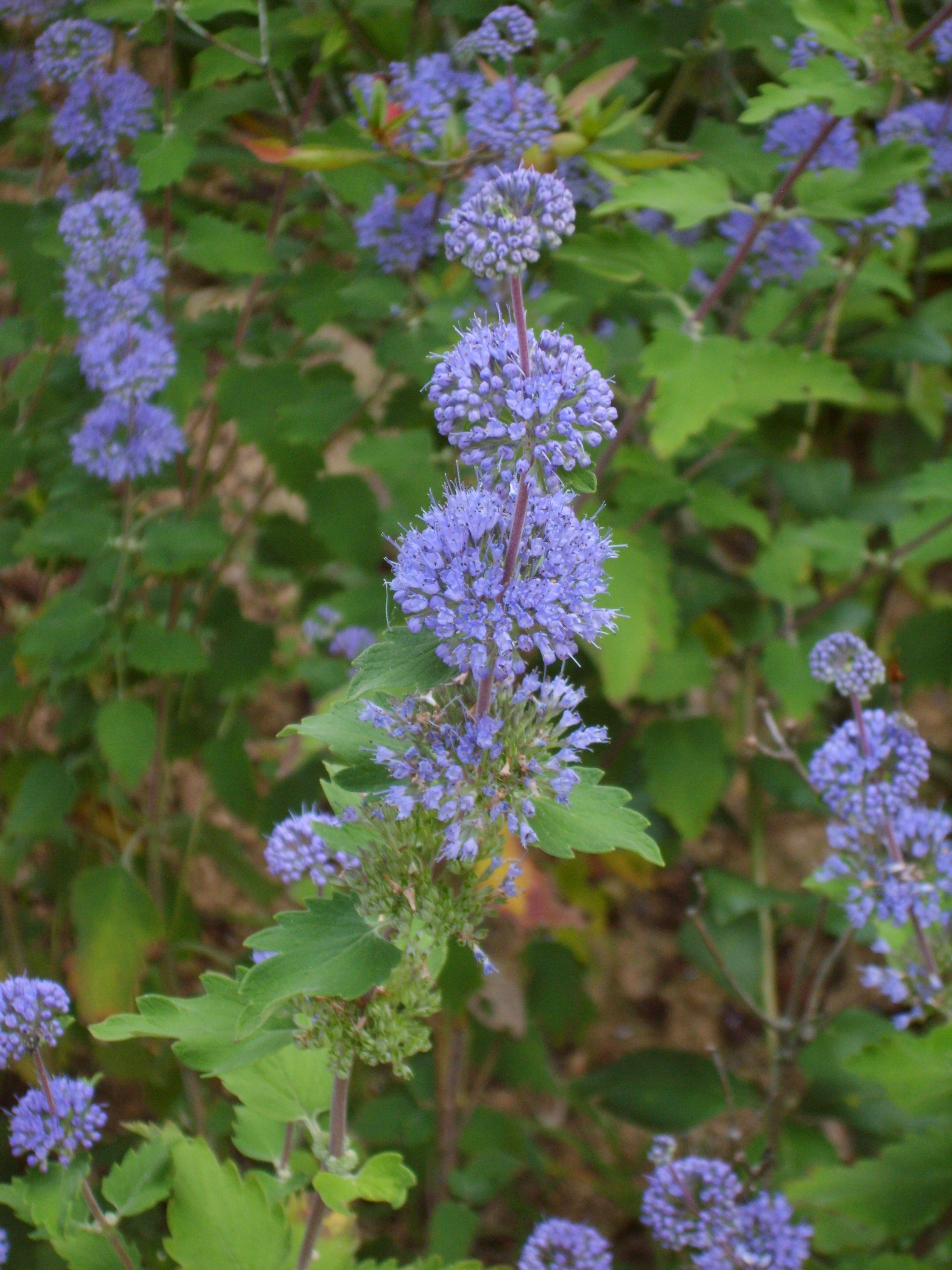
Il portamento
Caryopteris incana

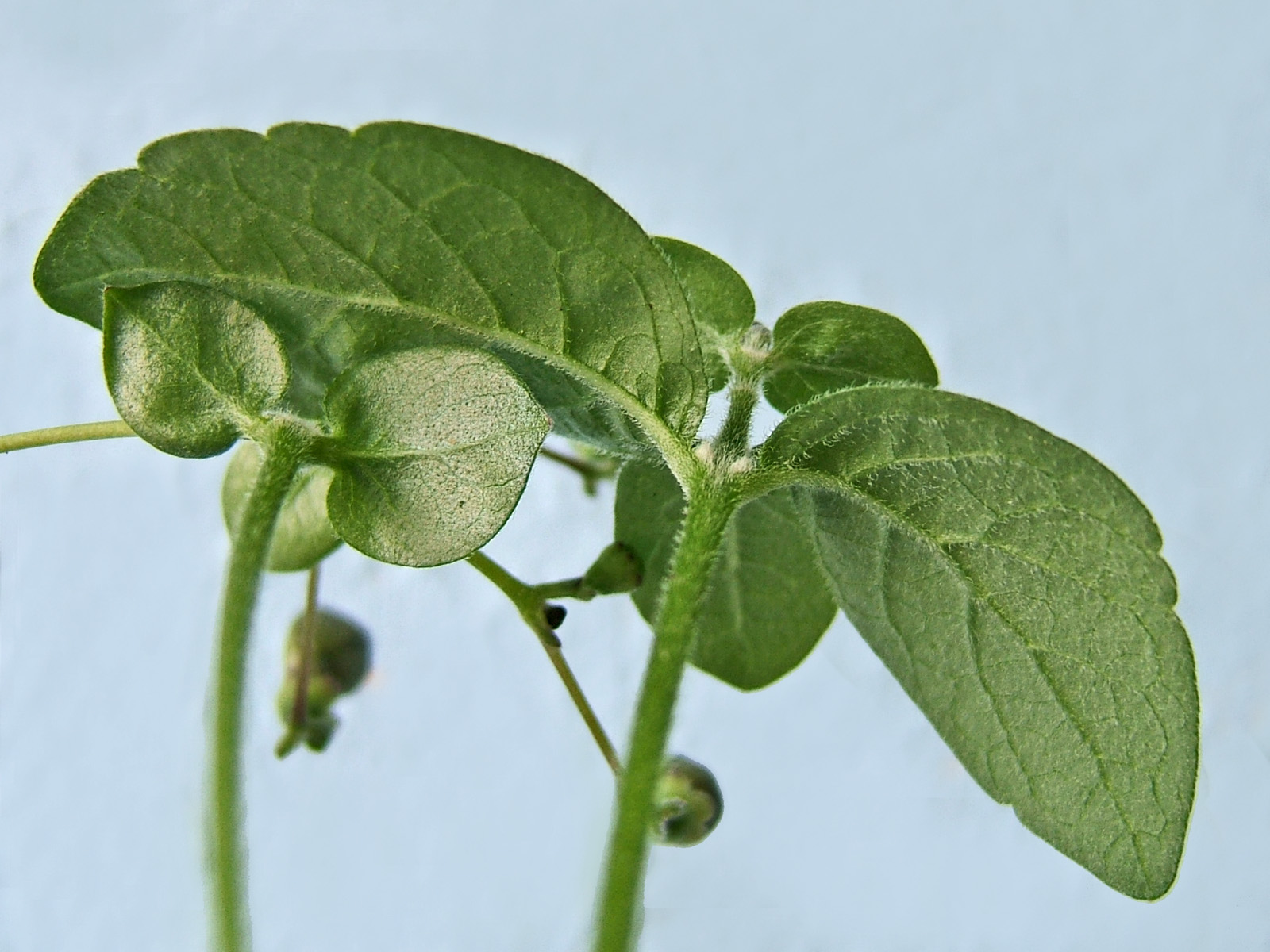
Le foglie
Rotheca myricoides

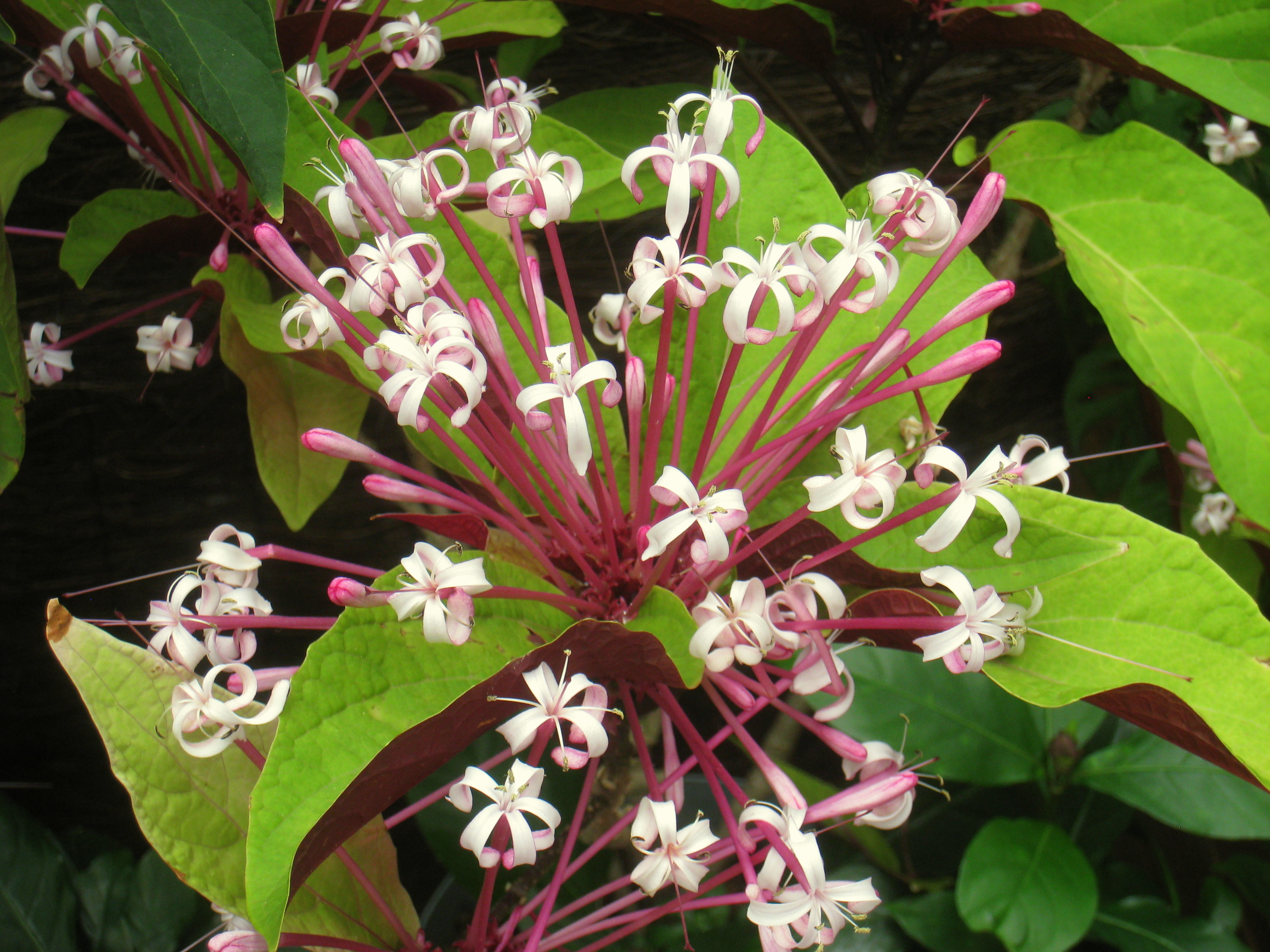
Infiorescenza
Clerodendrum quadriloculare

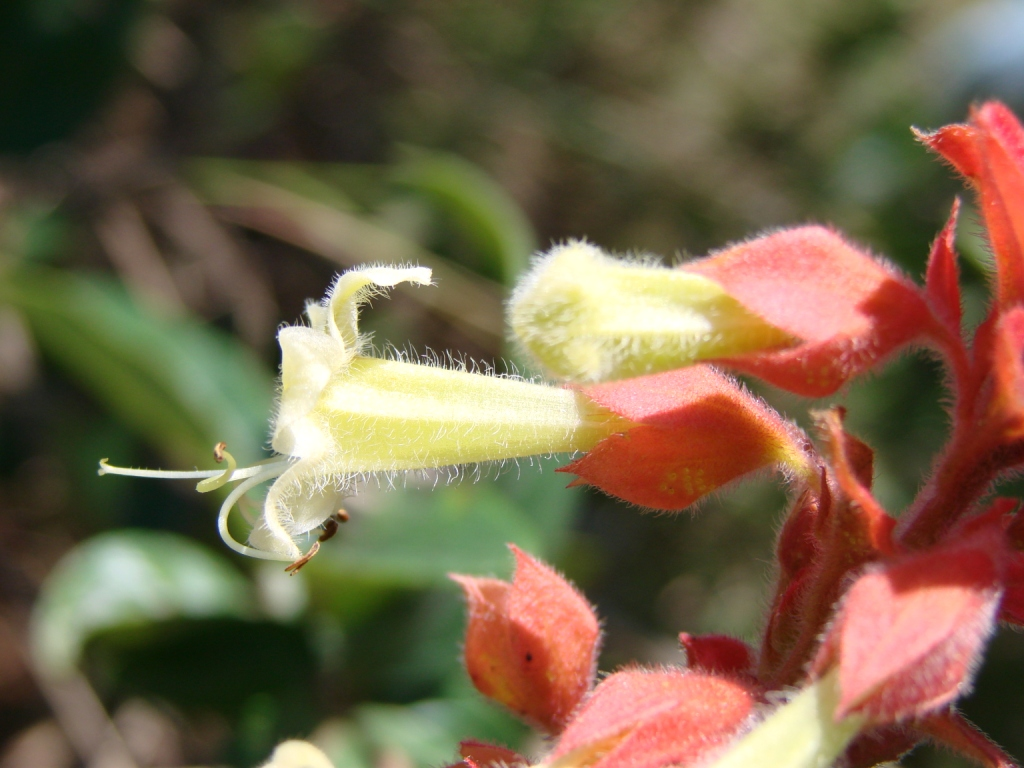
I fiori
Amasonia campestris

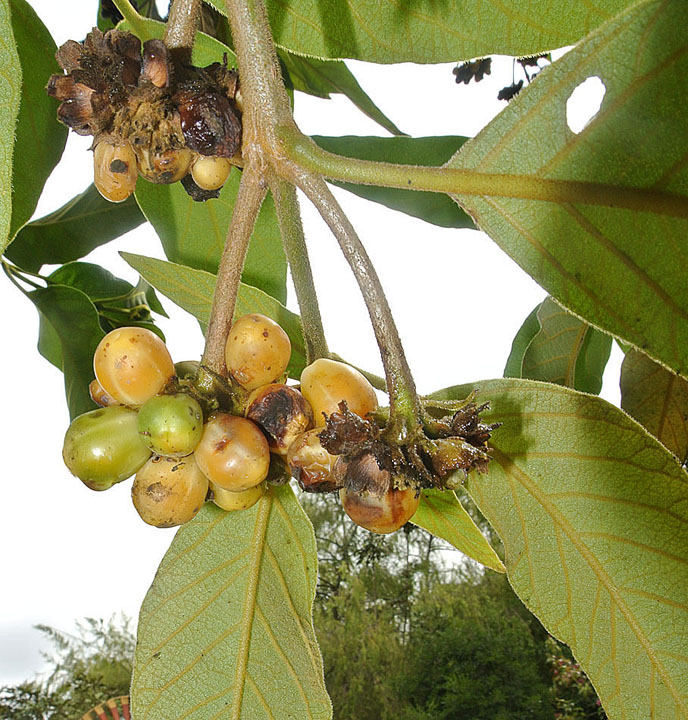
I frutti
Aegiphila ferruginea

- Il portamento delle specie di questa sottofamiglia è legnose (liane oppure alberi - Clerodendrum) o erbaceo perenne (poche specie sono annuali). Alcune specie sono aromatiche anche con profumazioni sgradevoli (oli eterei), ma sono prive di terpenoidi volatili, contengono invece glicosidi iridoidi. L'indumento normalmente è formato da peli semplici. Il fusto in genere ha la sezione quadrangolare per la presenza di fasci di collenchima posizionati ai quattro angoli.[3][7][8][9][10][11]
- Le foglie lungo il caule sono disposte sia in modo opposto (in prevalenza) che alternato o anche verticillato. La lamina è per lo più semplice (raramente pennata, lobata o composta); i margini sono interi o appena dentato-seghettati. Non sono presenti stipole.
- Le infiorescenze sono del tipo cimoso (panicolato, corimboso o altro) con molti o pochi fiori (a volte anche un solo fiore). Nella maggioranza dei generi sono presenti anche delle brattee, talvolta colorate brillantemente. Spesso l'infiorescenza si presenta con dei fascetti sovrapposti di fiori e due foglie.
- I fiori sono ermafroditi, zigomorfi, tetrameri (4-ciclici), ossia con quattro verticilli (calice – corolla - androceo – gineceo) e pentameri (5-meri: la corolla e il calice sono a 5 parti). Il colore dei fiori varia da bianco, giallo, blu, violetto a rosa. In alcune specie i fiori sono resupinati.

- Formula fiorale: per la famiglia di queste piante viene indicata la seguente formula fiorale:

X, K (5), [C (2+3), A 2+2] G (2), (supero), drupa
- Calice: il calice, normalmente attinomorfo, è gamosepalo, a volte persistente, con 4-5-6 lobi con forme da tubulose a campanulate. I denti sono più o meno uguali a parte alcune specie che hanno quello superiore ingrossato; sono presenti anche forme di calice bilabiato con i sepali raggruppati secondo lo schema 3/2. In alcune specie il calice è colorato oppure accrescente.

- Corolla: la corolla, gamopetala con 4 - 5 petali, varia con forme da attinomorfe a leggermente zigomorfe oppure termina con un labbro (raramente con due labbra); spesso il labbro superiore è assente oppure i 5 elementi della corolla sono fusi insieme. La parte basale è un tubo con forme da cilindriche a imbutiformi (raramente è a forma di anello). In forma di bocciolo spesso la corolla è asimmetrica (la parte anteriore poi si espande velocemente).

- Androceo: l'androceo possiede quattro stami didinami, due grandi e due piccoli tutti fertili, oppure solo due fertili e gli altri staminoidi. Raramente sono 2 o 5 (il quinto stame è quasi sempre abortito). I filamenti, sono adnati alla corolla, paralleli, diritti e incurvati all'innanzi con le antere parzialmente sporgenti dal tubo corollino. Le antere sono biloculari, in genere di colore giallastro. Le teche sono del tipo parallelo o divaricato e confluenti o separate alla deiscenza. Il polline matura con proterandria (prima della ricettività dei rispettivi stigmi). I granuli pollinici sono del tipo tricolpato o esacolpato.

- Gineceo: l'ovario è supero (o semi-infero) formato da due carpelli saldati (ovario bicarpellare) ed è 4-loculare per la presenza di falsi setti. La placentazione è assile. Gli ovuli sono 4 (uno per ogni presunto loculo), hanno un tegumento e sono tenuinucellati (con la nocella, stadio primordiale dell'ovulo, ridotta a poche cellule). Lo stilo inserito alla base dell'ovario (stilo ginobasico) è del tipo filiforme ed è molto sporgente; inoltre può essere caduco. Lo stigma è bifido a forma di lacinie uguali e divergenti. I nettari sono molto ricchi di zucchero e sono disposti in circolo tutto intorno all'ovario in modo irregolare, a volte sono poco sviluppati o assenti.

- Il frutto è uno schizocarpo composto da 4 acheni ovoidali (tetrachenio) racchiusi nel calice spesso persistente, sia secco che carnoso. Sono presenti anche frutti tipo drupa.

## Riproduzione
- Impollinazione: l'impollinazione avviene tramite insetti (impollinazione entomogama).
- Riproduzione: la fecondazione avviene fondamentalmente tramite l'impollinazione dei fiori (vedi sopra).
- Dispersione: i semi cadendo a terra (dopo essere stati trasportati per alcuni metri dal vento – disseminazione anemocora) sono successivamente dispersi soprattutto da insetti tipo formiche (disseminazione mirmecoria).

## Distribuzione e habitat
Le specie di questa sottofamiglia sono cosmopolite.

## Tassonomia
La famiglia di appartenenza della sottofamiglia (Lamiaceae), molto numerosa con circa 250 generi e quasi 7000 specie, ha il principale centro di differenziazione nel bacino del Mediterraneo e sono piante per lo più xerofile (in Brasile sono presenti anche specie arboree). Per la presenza di sostanze aromatiche, molte specie di questa famiglia sono usate in cucina come condimento, in profumeria, liquoreria e farmacia. La famiglia è suddivisa in 7 sottofamiglie; Ajugoideae è una di queste.

### Filogenesi

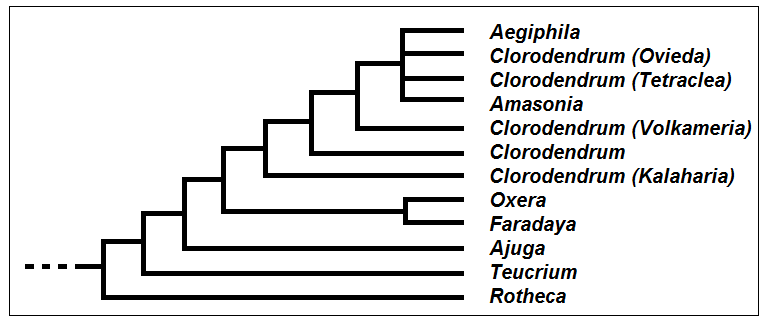
Cladogramma della sottofamiglia

All'interno della famiglia Lamiaceae questa sottofamiglia da un punto di vista filogenetico, occupa una posizione mediana: è "gruppo fratello" del resto della famiglia composta dalle sottofamiglie Prostantheroideae, Nepetoideae, Scutellarioideae e Lamioideae. Il probabile periodo di formazione di questo gruppo varia da 30 a 15 milioni di anni fa.
Il numero di cromosomi delle specie di questa sottofamiglia è variabile: 2n = 14, 20, 26, 28, 32. In alcuni generi il numero è più alto:
- Ajuga: 2n = 16 - 86
- Clerodendrum: 2n = 22 - 108 (normalmente è: 2n = 48 o 52)
- Teucridium: 2n = 64.
- Teucrium: 2n = 10 - 104 (normalmente è: 2n = 26 o 32)

Il cladogramma a lato rappresenta la struttura filogenetica interna della sottofamiglia; comprende solamente alcuni generi ed è realizzato su indicazioni di diversi studi.

### Composizione della sottofamiglia
La sottofamiglia è formata da 24 generi e oltre 1000 specie:
| Genere                               | Nr. specie                                                   | Distribuzione                                                                                    |
| ------------------------------------ | ------------------------------------------------------------ | ------------------------------------------------------------------------------------------------ |
| Aegiphila Jacq., 1767                | 116 specie                                                   | Tropicale                                                                                        |
| Ajuga L., 1753                       | Oltre 50 specie                                              | Paleotemperata per lo più Eurasiatica                                                            |
| Amasonia L.f., 1781                  | 8 specie                                                     | America (nord-centro-sud)                                                                        |
| Amethystea L., 1753                  | Una specie: Amethystea caerulea L.                           | Asia (temperata)                                                                                 |
| Caryopteris Bunge, 1835              | 7 specie                                                     | Asia (dal centro a est)                                                                          |
| Clerodendrum L., 1753                | Da 400 a 500 specie                                          | In maggioranza paleotropicale, ma anche neotropicale (poco temperata)                            |
| Faradaya F. Muell., 1865             | 3 specie                                                     | Asia (sud-est)                                                                                   |
| Discretitheca P.D. Cantino, 1999     | Una specie: Discretitheca nepalensis (Moldenke) P.D. Cantino | Nepal                                                                                            |
| Glossocarya Wall. ex Griff., 1843    | Da 9 a 13 specie                                             | Asia (sud-est), Papua, Nuova Guinea e Australia (Queensland)                                     |
| Hosea Ridl., 1908                    | Una specie: Hosea lobbiana (Clarke) Ridl.                    | Sarawak e Brunei                                                                                 |
| Huxleya Ewart, 1912                  | Una specie: Huxleya linifolia Ewart & B. Rees                | Australia (nord)                                                                                 |
| Karomia Dop., 1932                   | 9 specie                                                     | Vietnam, Madagascar e Africa (sud-est)                                                           |
| Monochilus Fisch. & C.A. Mey., 1835  | 2 specie                                                     | Brasile                                                                                          |
| Oncinocalyx F. Muell., 1883          | Una specie: Oncinocalyx betchei F. Muell.                    | Australia (Queensland                                                                            |
| Oxera Labill., 1824                  | 21 specie                                                    | Isole dell'Oceano Pacifico meridionale                                                           |
| Pseudocaryopteris P.D. Cantino, 1999 | 3 specie                                                     | Asia                                                                                             |
| Rotheca Raf., 1838                   | Da 50 a 60 specie                                            | Africa, Asia e isole dell'Oceano Indiano                                                         |
| Rubiteucris Kudò, 1929               | 2 specie                                                     | Cina, India e Myanmar                                                                            |
| Schnabelia Hand.-Mazz., 1921         | 5 specie                                                     | Cina                                                                                             |
| Spartothamnella Briq.,1895           | 3 specie                                                     | Australia                                                                                        |
| Teucridium Hook.f., 1853             | Una specie: Teucridium parvifolium Hook.f.                   | Nuova Zelanda                                                                                    |
| Teucrium L., 1753                    | Circa 250 specie                                             | Subcosmopolite ma per lo più extratropicali con il centro di maggiore diversità nel Mediterraneo |
| Trichostema L., 1753                 | 17 specie                                                    | Dal Canada al Messico                                                                            |
| Tripora P.D. Cantino, 1999           | Una specie: Tripora divaricata (Maxim.) P.D. Cantino         | Cina, Giappone e Corea                                                                           |

In questo elenco sono state esclusi i seguenti generi:
- Archboldia E. Beer & H.J. Lam (= Clerodendrum)
- Cardioteucris (= Rubiteucris)
- Cyclonema (= Rotheca)
- Eplingia L.O. Williams (= Trichostema)
- Isanthus (= Trichostema)
- Kalaharia (= Clerodendrum)
- Kinostemon (= Teucrium)

### Chiave per i generi della sottofamiglia
Per meglio comprendere ed individuare i vari generi della sottofamiglia l'elenco seguente utilizza il sistema delle chiavi analitiche dicotomiche (vengono cioè indicate solamente quelle caratteristiche utili a distingue un genere dall'altro).
- Gruppo 1A: gli stami fertili sono 2, quelli posteriori (o raramente anteriori) sono ridotti a staminoidi;

- Amethystea: il portamento delle specie è erbaceo annuale con foglie profondamente lobate.
- Oxera: il portamento delle specie è legnoso con foglie intere.

- Gruppo 1B: gli stami fertili sono 4 o 5;

- Gruppo 2A: il calice è ampio con forme da imbuto a piatte; la corolla ha il solo labbro inferiore; i frutti sono secchi;

- Karomia.

- Gruppo 2B: il calice non ha forme da imbuto o piatte; la corolla e i frutti sono diversi;

- Gruppo 3A: gli stami sono numerosi come i lobi della corolla;

- Gruppo 4A: l'ovario non è lobato; il frutto è una drupa;

- Aegiphila.

- Gruppo 4B: l'ovario durante la fioritura è leggermente 4-lobato, poi, alla fruttificazione, diventa più profondamente 4-lobato; il frutto è uno schizocarpo carnoso e secco;

- Faradaya: la corolla è attinomorfa o quasi.
- Hosea: la corolla è zigomorfa.

- Gruppo 3B: il numero degli stami è minore rispetto ai lobi della corolla;

- Gruppo 5A: le antere-teche sono deiscenti e sono parallele;

- Gruppo 6A: il portamento delle piante è lianoso e arbustivo-rampicante con infiorescenze terminali tipo tirso; i frutti sono degli schizocarpi secchi e la parte basale dei mericarpi è alata;

- Glossocarya.

- Gruppo 6B: la parte basale dei mericarpi non è alata o i frutti non sono schizocarpi;

- Gruppo 7A: le brattee sono brillantemente colorate e appariscenti; la disposizione delle foglie è alternata;

- Amasonia.

- Gruppo 7B: le brattee non sono appariscenti, oppure le foglie sono disposte in modo opposto, oppure sono verticillate;

- Gruppo 8A: le foglie sono disposte in modo alternato, o talvolta subopposte, o subverticillate; le infiorescenze sono dei racemi con le brattee molto più piccole del fogliame; le specie sono delle erbe o arbusti brasiliani;

- Monochilus.

- Gruppo 8B: il portamento di queste specie è per lo più legnoso; le foglie normalmente sono disposte in modo opposto o sono verticillate; le infiorescenze sono cimose o i fiori sono solitari alle ascelle del fogliame;

- Gruppo 9A: la corolla è attinomorfa; gli stami sono inseriti vicino all'apice del tubo della corolla e sono più corti dei lobi della corolla; le specie sono subarbusti australiani con foglie a lamina lineare;

- Huxleya.

- Gruppo 9B: la corolla è zigomorfa o gli stami non sono come sopra;

- Gruppo 10A: i frutti sono degli schizocarpi secchi (con 4 nucule spesso strettamente alate); la corolla è zigomorfa ma non con un solo labbro, il lobo anteriore è più grande degli altri quattro; le specie sono arbusti asiatici;

- Caryopteris: gli stami sono diritti e patenti; normalmente le brattee sono assenti; i lobi anteriori della corolla sono da dentati a fimbriato-laciniati; il tubo della corolla è anulare.
- Discretitheca: gli stami sono paralleli e arcuati; l'infiorescenza è provvista di brattee; i lobi anteriori della corolla sono interi; il tubo della corolla non è anulare.

- Gruppo 10B: i frutti normalmente sono delle drupe (interi o degli schizocarpi); se i frutti sono secchi, allora le piante non sono delle erbe o subarbusti asiatici; la corolla normalmente è con un solo labbro, oppure è subattinomorfa;

- Rotheca: i boccioli sono marcatamente asimmetrici e la corolla si sviluppa velocemente solamente con i lobi inferiori; il lobo anteriore della corolla frequentemente è più largo degli altri quattro; le antere normalmente sono basifisse; i lobi dello stigma sono frequentemente diseguali.
- Clerodendrum: i boccioli sono simmetrici oppure, se sono asimmetrici, allora la parte superiore si sviluppa velocemente a causa della resupinazione; solamente i lobi anteriori della corolla sono leggermente più grandi degli altri; le antere non sono come sopra; i lobi dello stigma sono uguali.

- Gruppo 5B: le antere-teche normalmente sono da divergenti a divaricate e sono confluenti alla deiscenza;

- Gruppo 11A: la corolla appassisce e forma una guaina persistente attorno al frutto;

- Ajuga.

- Gruppo 11B: la corolla non appassisce;

- Gruppo 12A: il margine delle foglie è intero oppure lobato, ma non dentato;

- Gruppo 13A: i lobi del calice sono a forma adunca;

- Oncinocalyx.

- Gruppo 13B: i lobi del calice non sono adunchi;

- Gruppo 14A: i frutti sono delle drupe; le specie sono arbusti australiani;

- Spartothamnella.

- Gruppo 14B: i frutti sono schizocarpi a 4 nucule;

- Gruppo 15A: la corolla non è formata da un solo labbro; il polline è colpato ma non opercolato (senza organo di chiusura); le specie sono nordamericane;

- Trichostema.

- Gruppo 15B: la corolla è formata da un solo labbro; il polline è colpato e opercolato (con organo di chiusura); le specie sono cosmopolite;

- Gruppo 16A: i fiori sono piccoli; il calice è attinomorfo; l'ovario non è lobato, oppure è lobato fino a un quarto della sua lunghezza; le nucule del frutto sono coerenti ma separate con una leggera pressione; le specie sono della Nuova Zelanda;

- Teucridium.

- Gruppo 16B: i fiori per lo più sono grandi; il calice è zigomorfo o attinomorfo; l'ovario normalmente è lobato da un quarto a metà della sua lunghezza; le nucule sono liberamente separate;

- Teucrium.

- Gruppo 12B: il margine delle foglie è dentato;

- Gruppo 17A: la corolla generalmente è formata da un solo labbro (quello anteriore); il polline è colpato e opercolato (con organo di chiusura); l'ovario normalmente è lobato da un quarto a metà della sua lunghezza;

- Teucrium.

- Gruppo 17B: il polline è colpato ma non opercolato (senza organo di chiusura); la corolla normalmente è formata da due labbra o è priva di labbra; l'ovario non è lobato, oppure è lobato fino a un quarto della sua lunghezza;

- Gruppo 18A: il calice ha due evidenti labbra; le nucule del frutto hanno delle forme subglobose;

- Rubiteucris.

- Gruppo 18B: il calice è più o meno attinomorfo; le nucule del frutto hanno delle forme obovoidi o a forma di boa;

- Gruppo 19A: il portamento è alto-arbustivo; il calice ha 5-6 lobi; la superficie del polline è verrucata; le nucule o gli endocarpi duri hanno delle forme simili a boe, arcuati nella sezione trasversale e sono attaccate per tutta la lunghezza della nucula;

- Pseudocaryopteris.

- Gruppo 19B: il portamento è formato da erbe o arbusti bassi; il calice ha 4-5 lobi; la superficie del polline è più o meno spinosa; le nucule hanno forme obovoidi e non sono arcuate in sezione trasversale e sono attaccate per circa 0,5-0,9 volte la lunghezza della nucula;

- Tripora: il portamento è alto-arbustivo; le infiorescenze cimose, ascellari e lasse, sono formate da molti fiori disposti a tirso; il polline triporato.
- Schnabelia: il portamento è formato da erbe o arbusti bassi; le infiorescenze cimose, ascellari sono formata da fiori solitari o 3-5 fiori; il polline è tricolpato.

### Generi della flora spontanea italiana
Nella flora spontanea italiana sono presenti due generi di questa sottofamiglia:
- Il labbro superiore è ridotto a due denti, mentre quello inferiore è composto da tre lobi; la parte interna del tubo corollino è provvista di un anello di peli:

- Ajuga L., 1753 - Iva: 7 specie.

- Il labbro superiore è nullo, mentre quello inferiore è composto da cinque lobi; la parte interna del tubo corollino è priva di un anello di peli:

- Teucrium L., 1753 - Camedrio: 15 specie.

### Sinonimi
L'entità di questa voce ha avuto nel tempo diverse nomenclature. L'elenco seguente indica alcuni tra i sinonimi più frequenti:
- Trucrioideae (Dumort.) Caruel, 1884
- Aegiphilaceae Rafinesque
- Ajugaceae Döll
- Siphonanthaceae Rafinesque

## Alcune specie

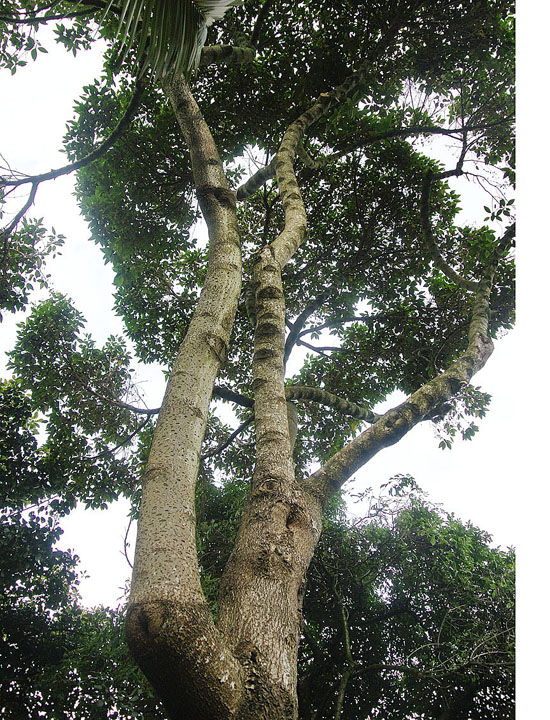
Aegiphila ferruginea
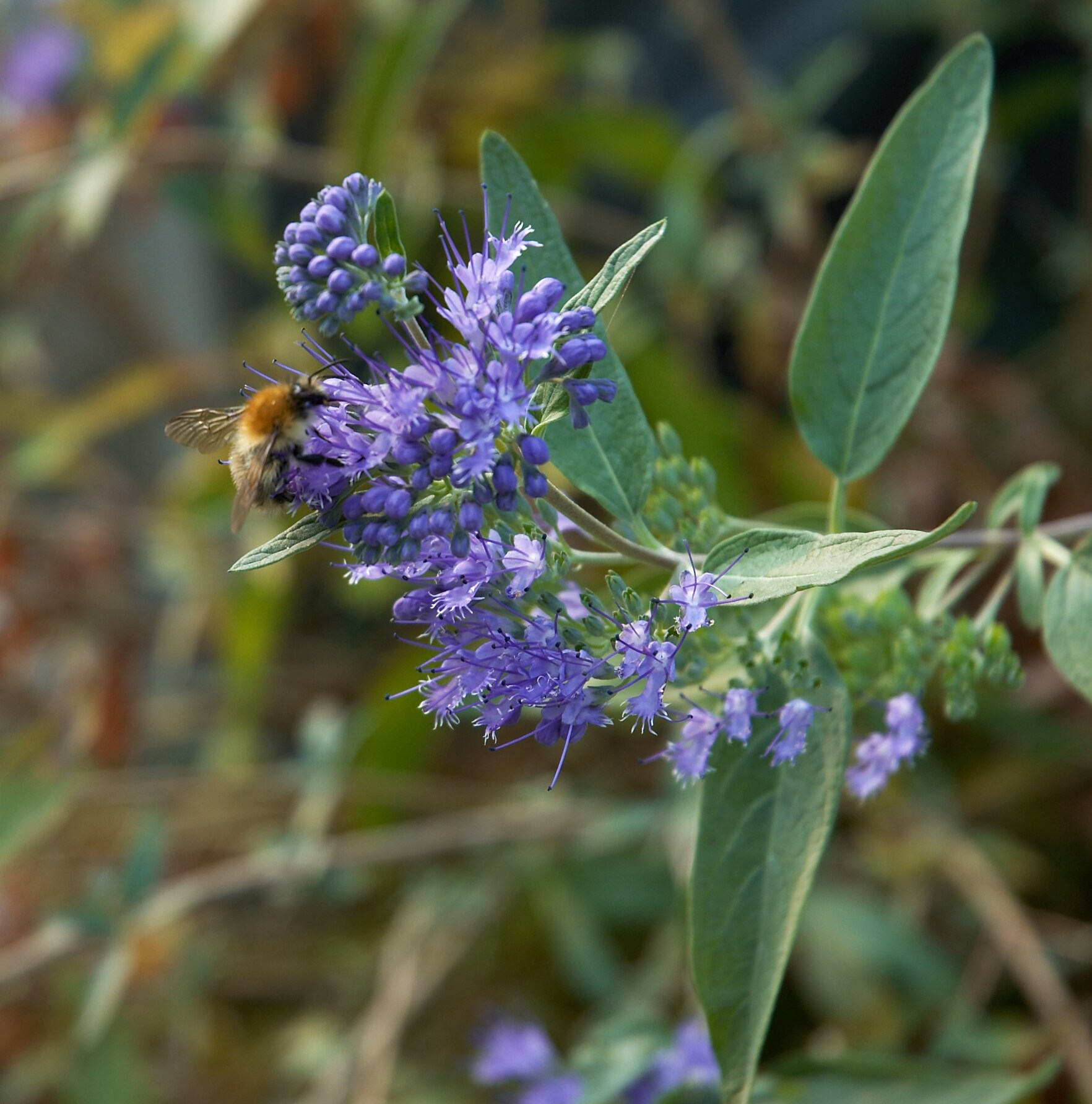
Caryopteris clandonensis
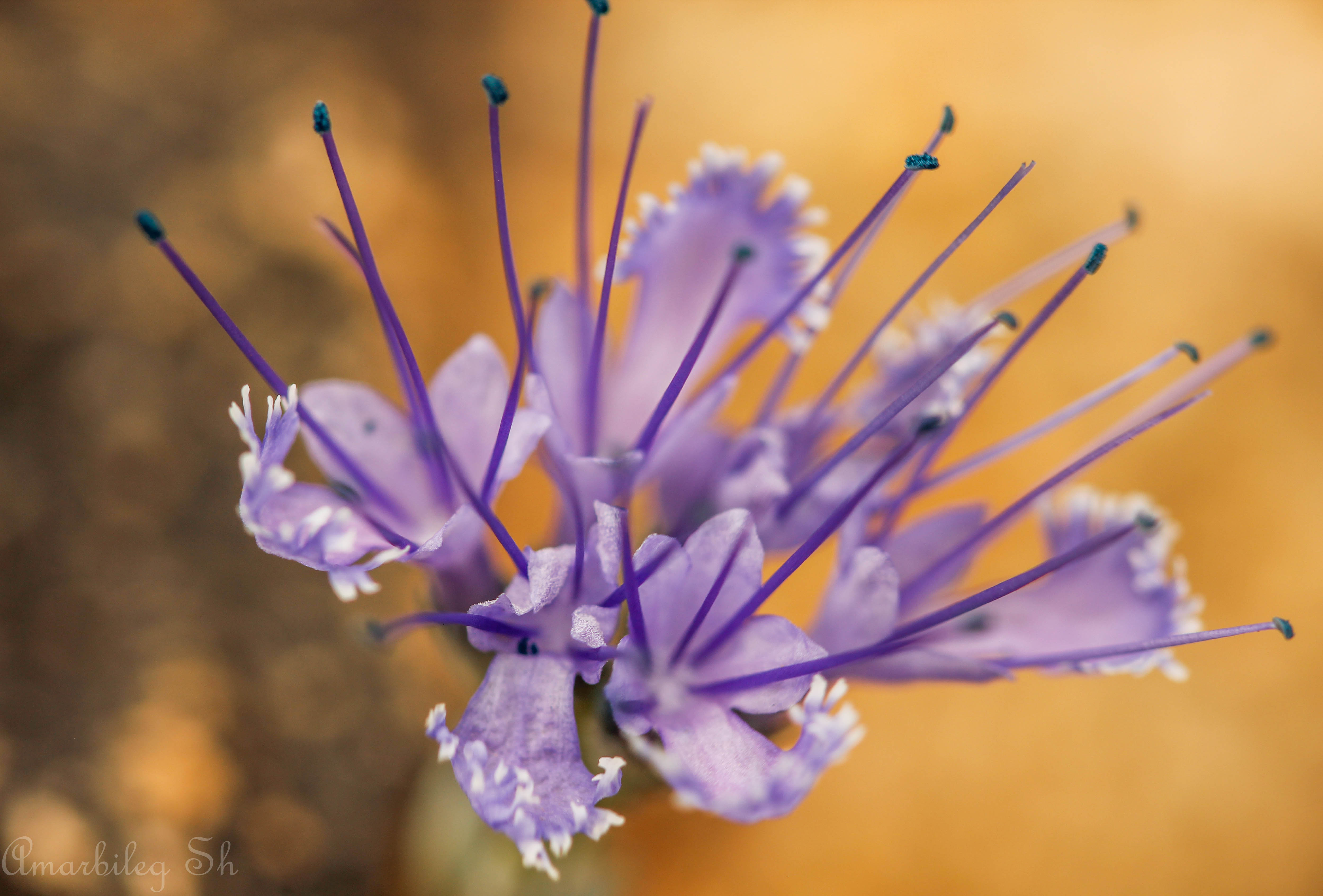
Caryopteris mongolica
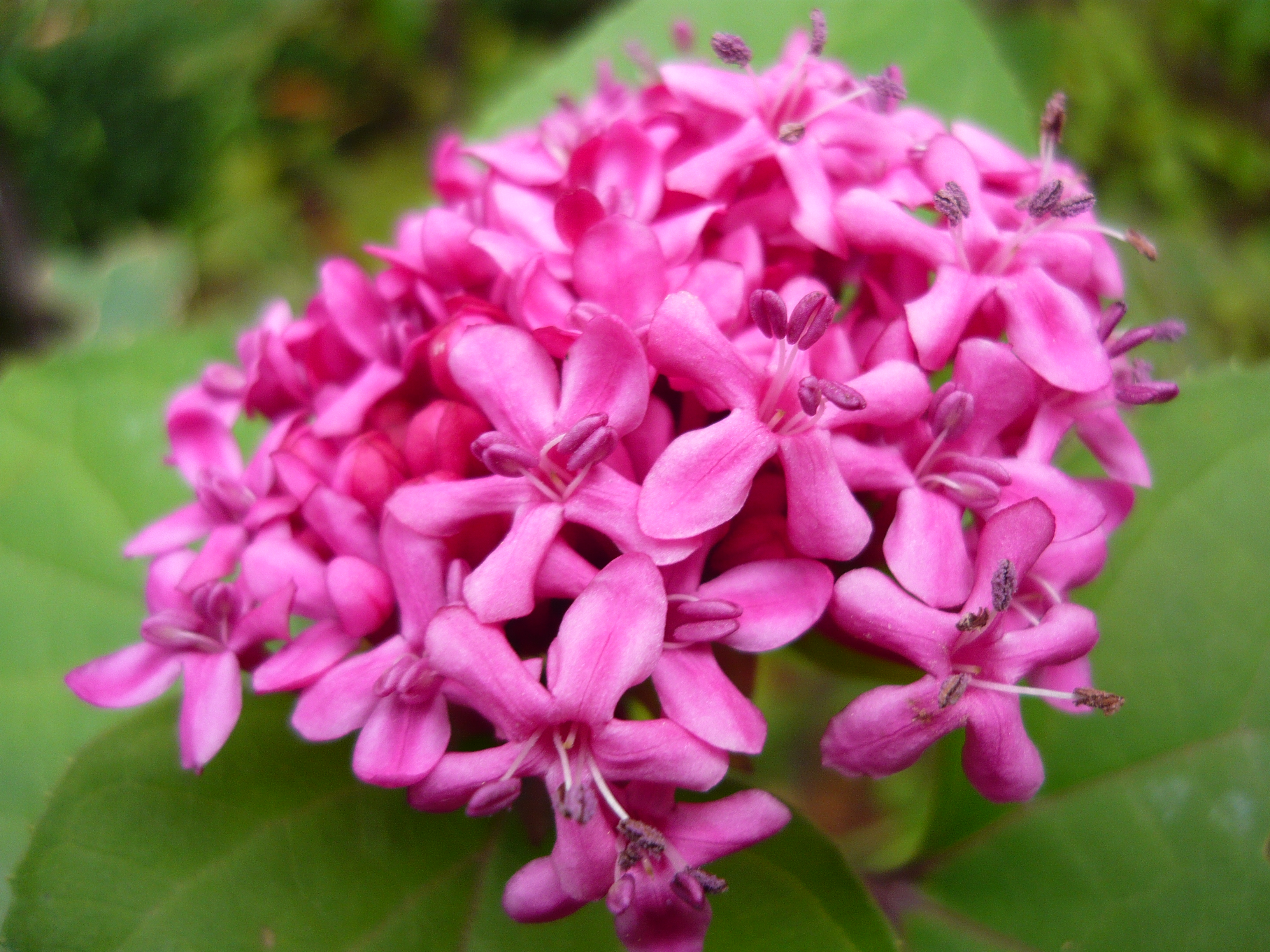
Clerodendrum bungei
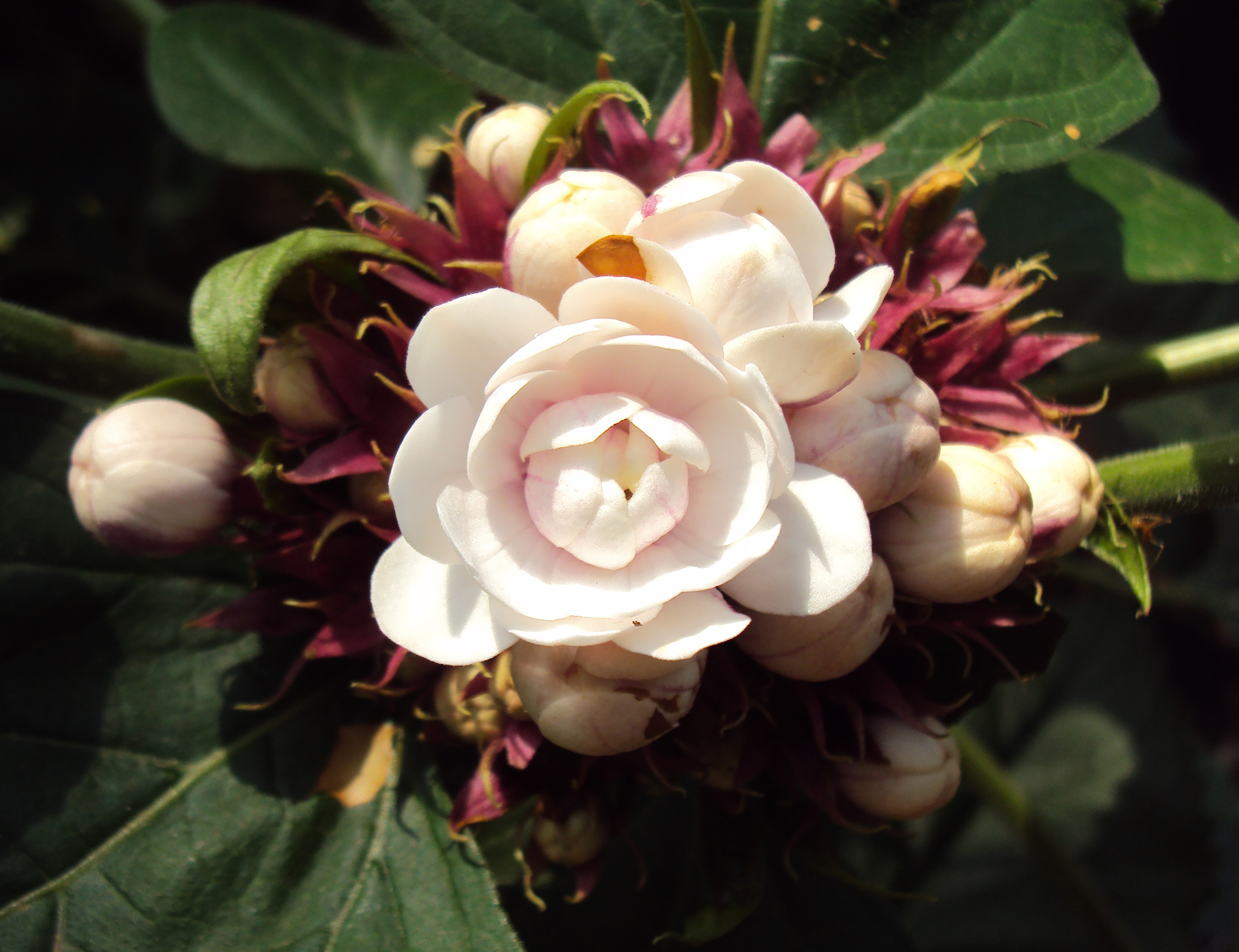
Clerodendrum chinense
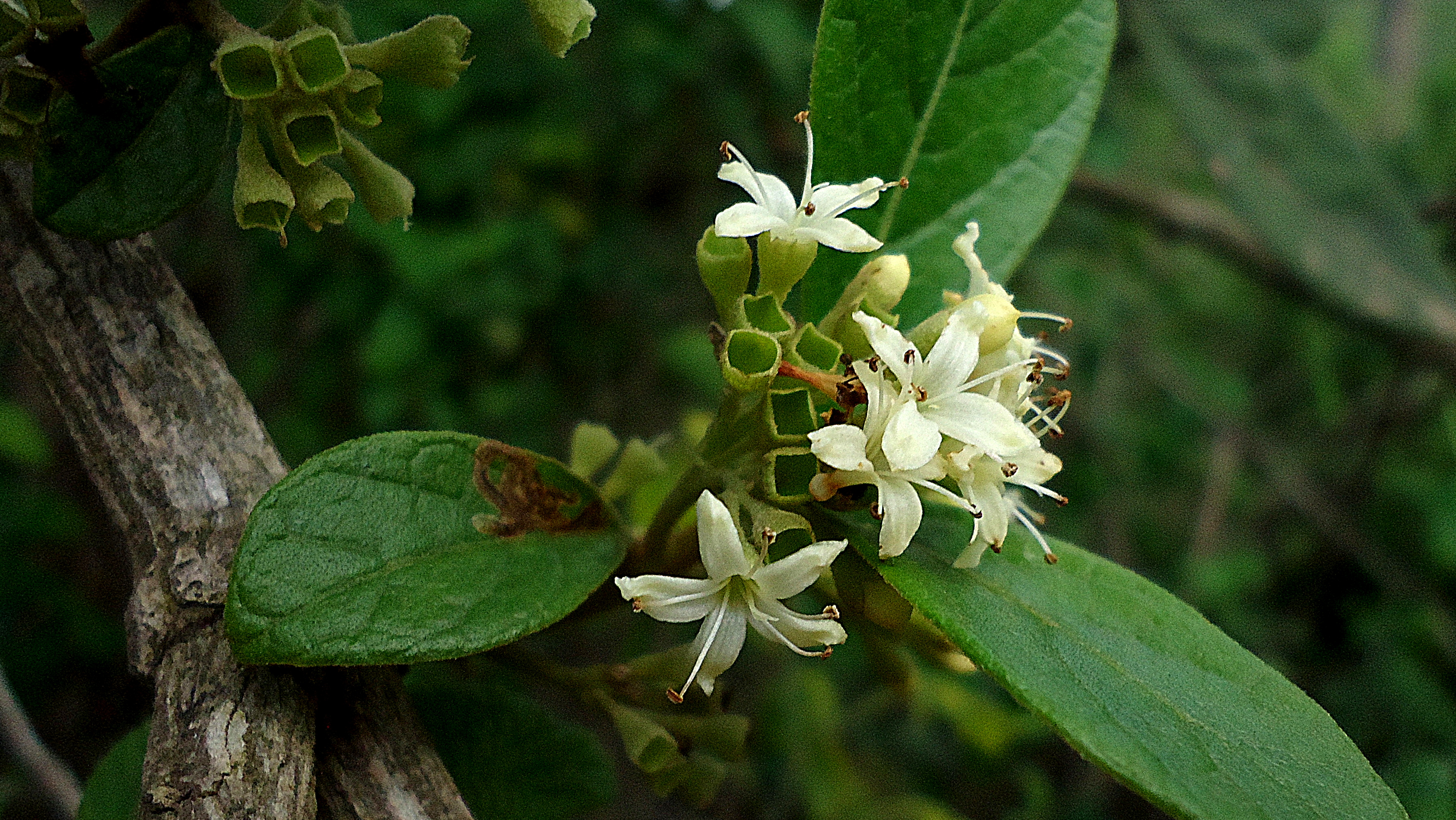
Aegiphila macrantha
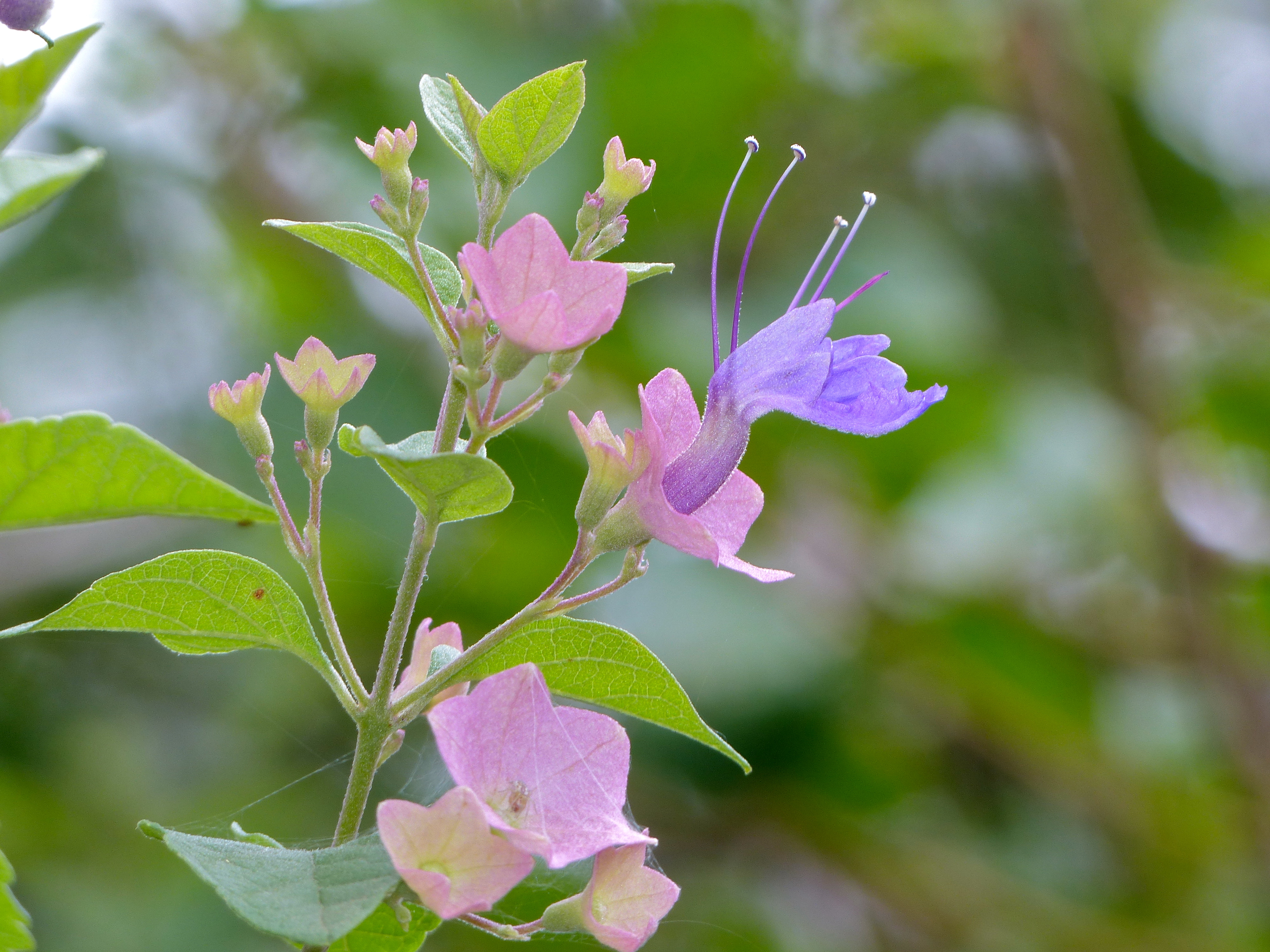
Karomia speciosa
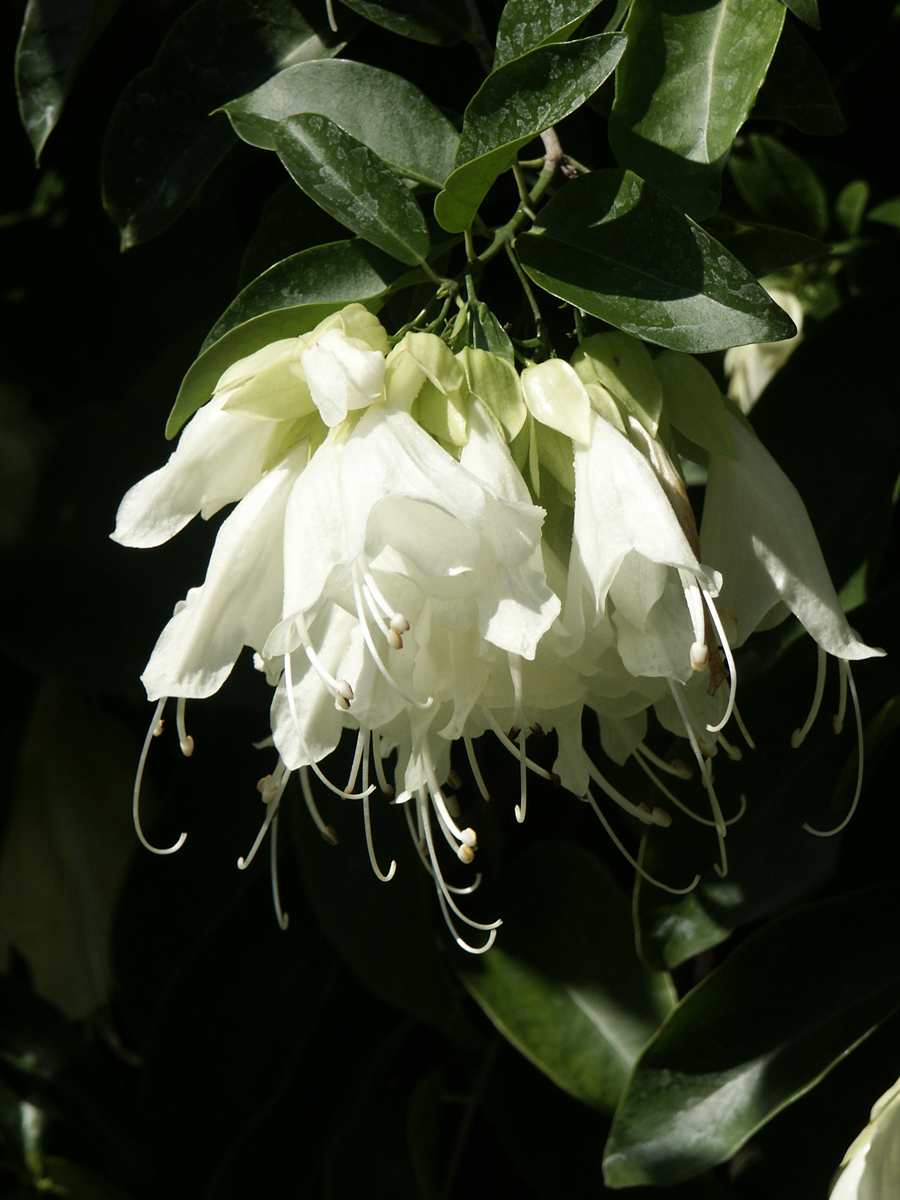
Oxera puchella
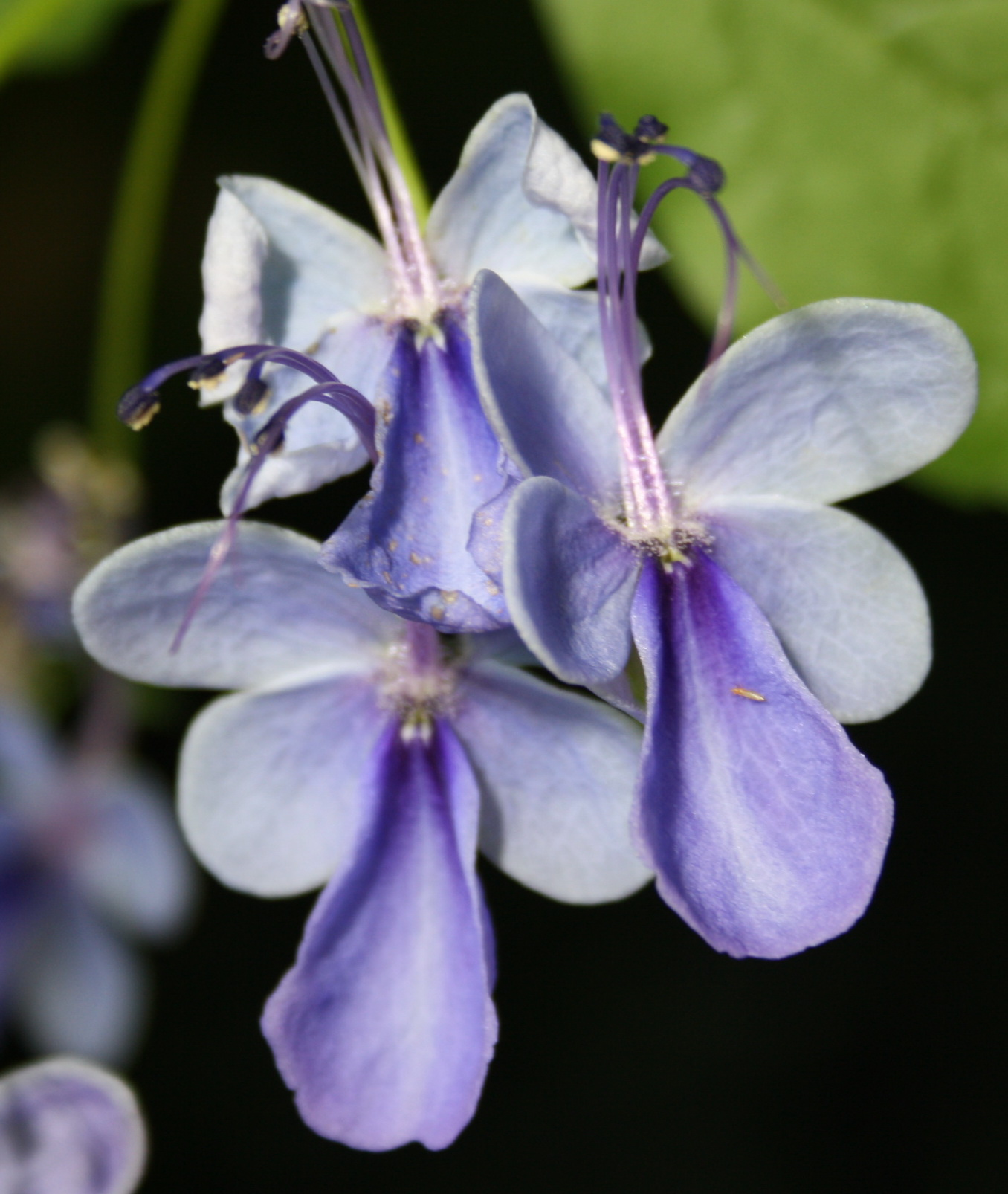
Rotheca myricoides
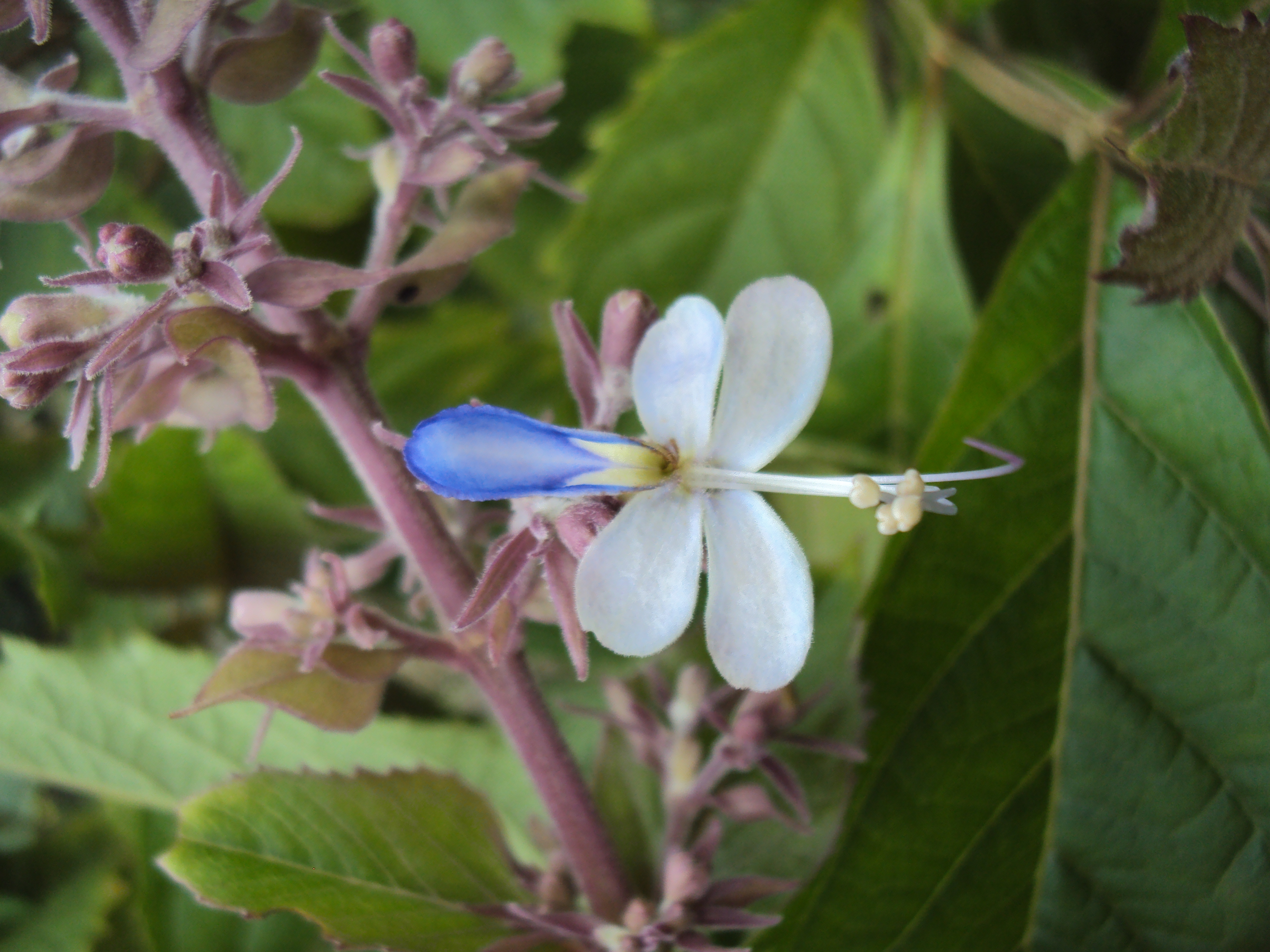
Rotheca serrata
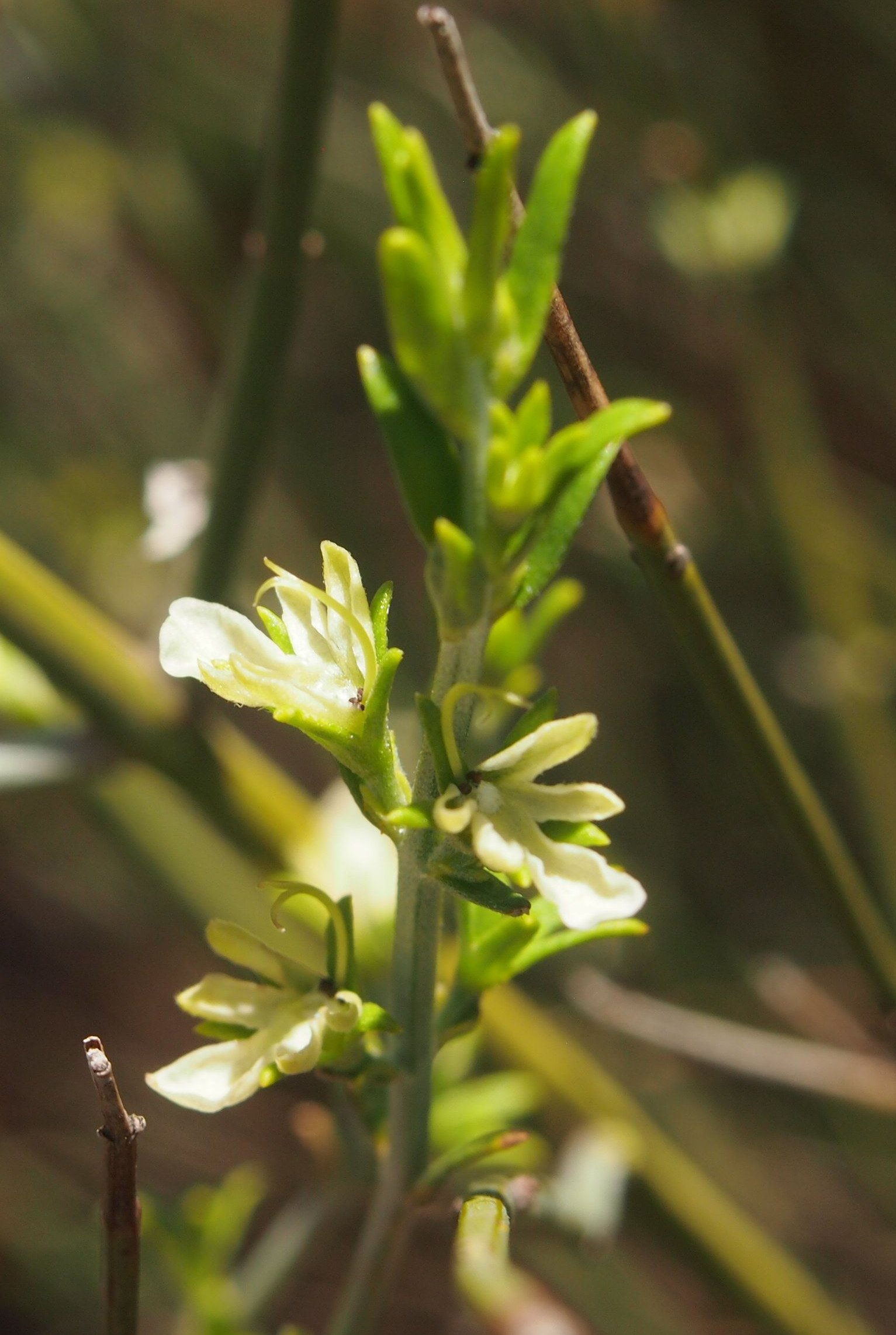
Spartothamnella teucrifolia
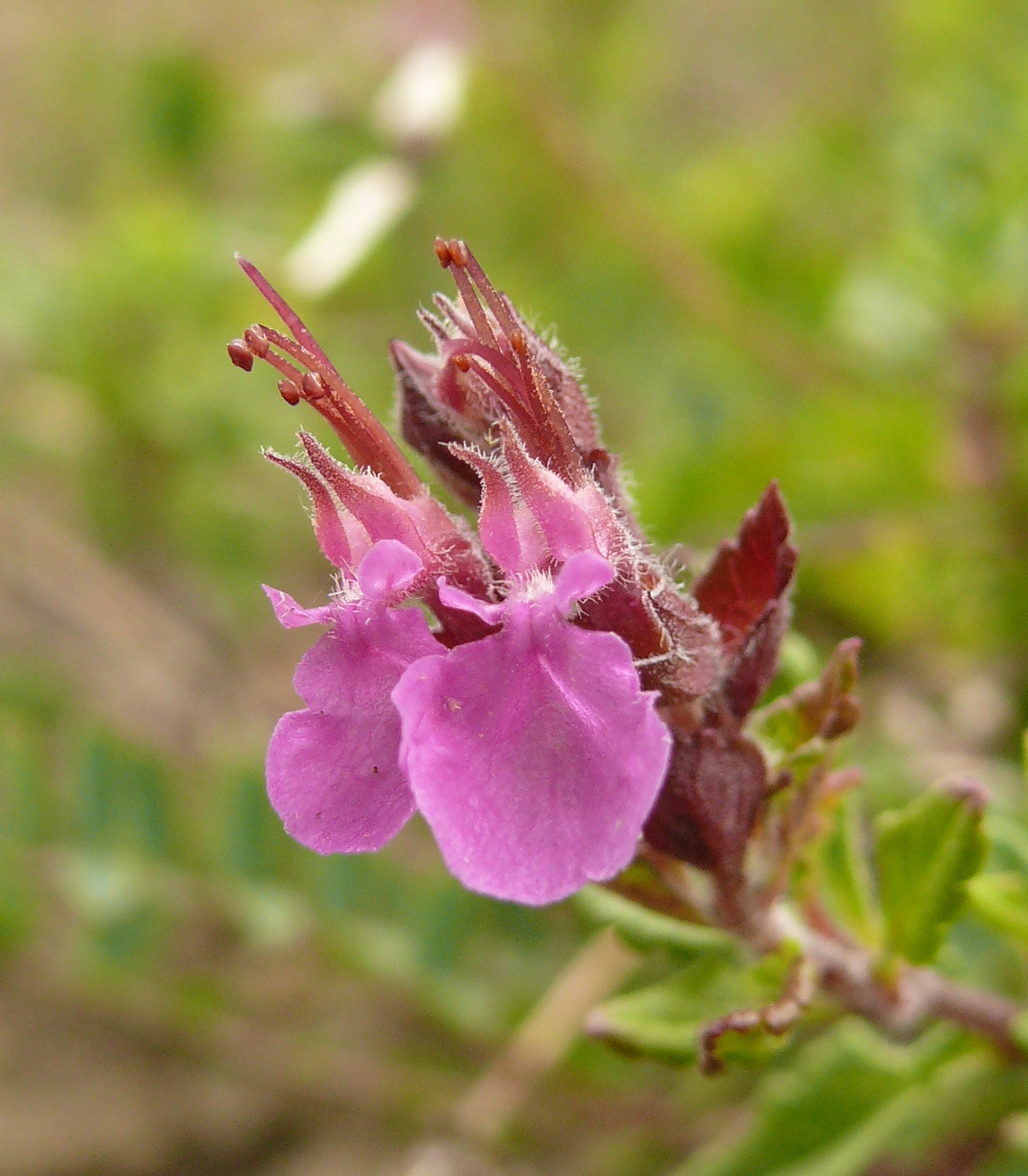
Teucrium chamaedrys
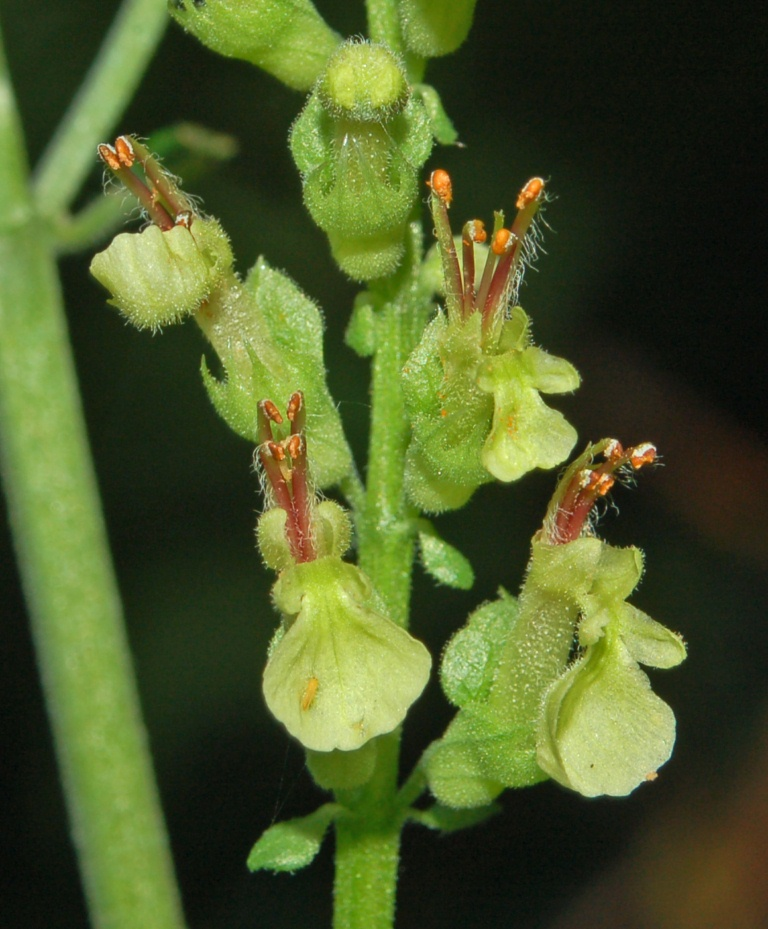
Teucrium scorodonia
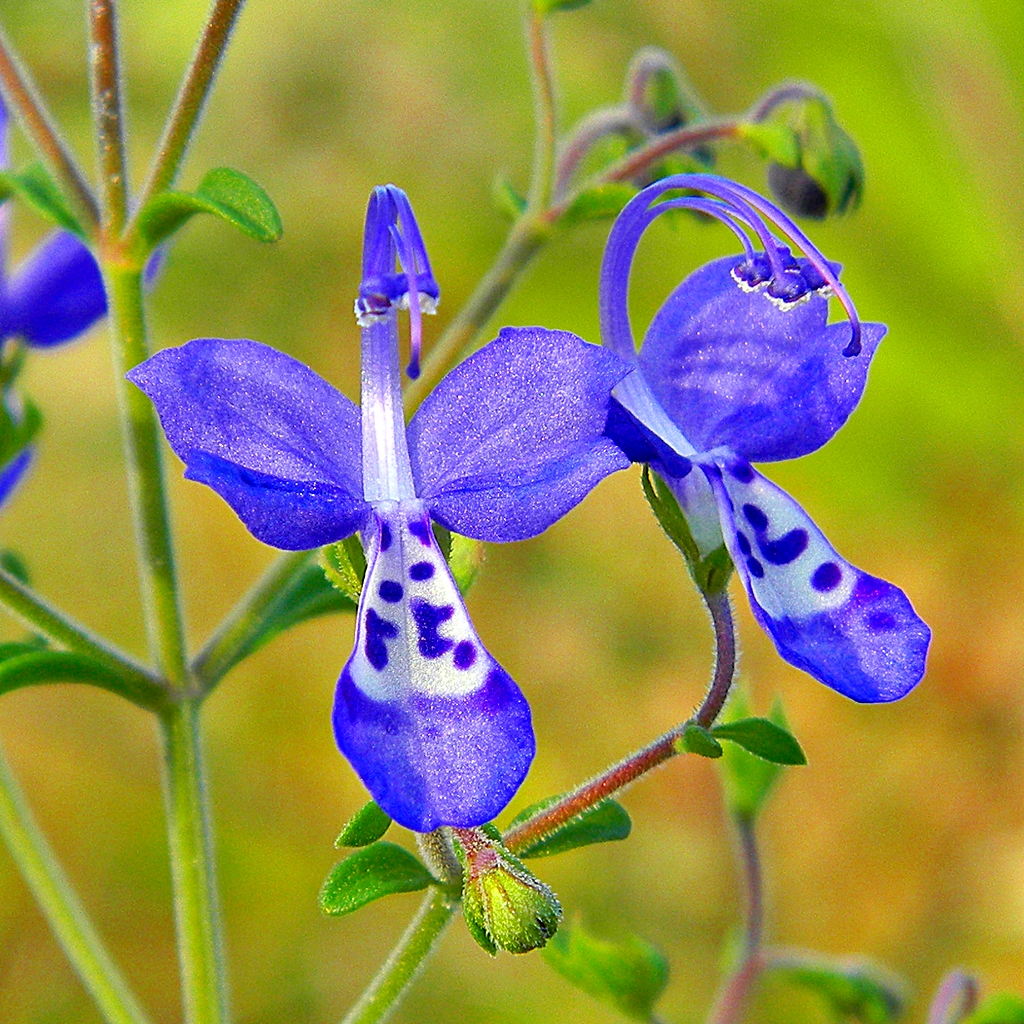
Trichostema dichotomum
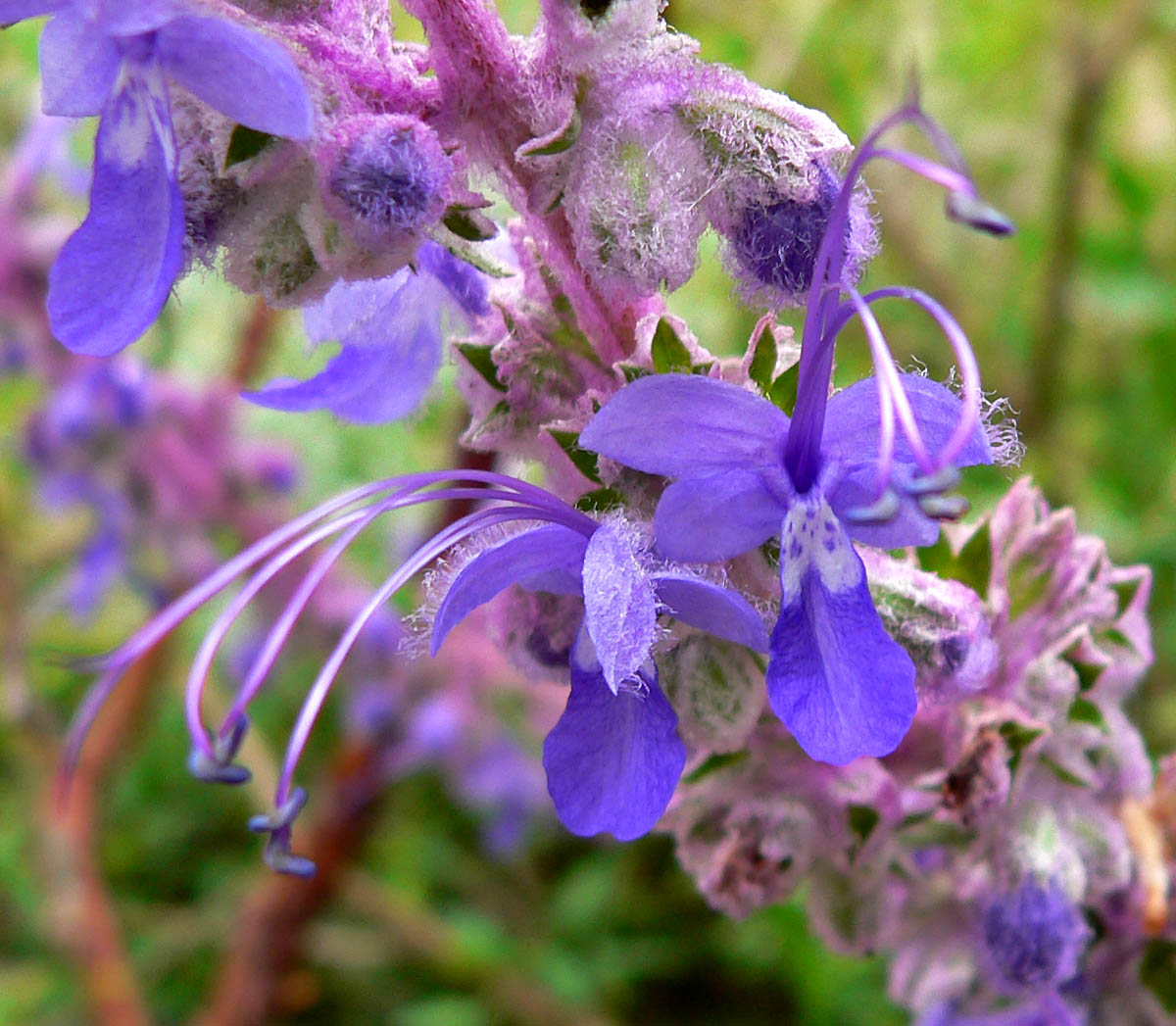
Trichostema lanatum